# Сейго Накано
Сейго Накано (яп. 中野 正剛, 12 лютого 1886 – 27 жовтня 1943) японський журналіст й політик часів Японської імперії, відомий насамперед своєю причетністю до японської ультраправої політики через лідерство в японській партії Тохокай «Товариство далекого сходу» (яп. 東方会), а також через своє політичне протистояння з одним з наймогутніших тогочасних японських державних діячів Тодзьо Хідекі та можливе самогубство (або вбивство) за нез'ясованих обставин.
Сейго Накано народився у місті Фукуока, Японська імперія, він чотири роки навчався в токійському університеті Васеда, де написав низку статей для журналу «Nihon oyobi Nihonjin» (Японія та японці), перш ніж закінчити навчання в липні 1909 року. У цих та інших промовах й статтях Сейго Накано висловлював свої політичні погляди. Сейго Накано підтримував опозицію до так званої японської політичної/економічної еліти (істеблішменту) протягом усього свого життя, своєю чергою він критикував японських олігархів, таких як Кацура Таро, уряд барона Танака Гічі, та зрештою одного з найвпливовіших діячів Японської імперії Тодзьо Хідекі, критика якого зрештою коштував йому життя. Однак, попри на свою опозицію до них, Сейго Накано залишався відданим роботі в політичних партіях, він також відкидав спроби насильницького перевороту та путчі молодих офіцерів. Великий вплив на політичну думку Сейго Накано мала традиція китайського філософа  Вана Янміна (Ойомей). Приймаючи інтуїтивістський, автономістський погляд на особистість, Вана Янміна думав, що наголошував на тому, що людина ідентифікує як «добре» чи «справедливе», над багатством і покорою корумпованій владі. У випадку пана Сайґо Такаморі, якого Сейго Накано вважав героєм, набагато більшим за себе, Ойомей освятив своє повстання проти уряду Мейдзі як героїчне.
Сейго Накано у своїх поглядах на реставрацію Мейдзі яка докорінно змінила Японську імперію, він розглядав цю історичну подію як результат народного невдоволення деспотичним правлінням яке було запроваджено в Японії в часи правління сьогунату який мав майже необмежену владу в країні. Але хоча лідери реставрації були об'єднані в героїчній боротьбі з деспотичним урядом сьогунату, в них стався розкол, під час якого люди, які цінували свободу, такі як Сайґо, були відсторонені, а замість цього «олігархія» Мейдзі дозволила західним ідеям хлинути в Японію тим самим підриваючи унікальний дух цієї країни, а також було створено систему олігархічно-бюрократичного правління, яке суперечило народній волі.
Під час Першого руху за захист конституції Сейго Накано невпинно атакував уряд Кацура та систему кланового уряду ханбацу (олігархія Мейдзі), як письменник у газеті Асахі Сімбун, завдяки цьому він заслужив репутацію ліберала та при цьому отримав невдоволення газети, що призвело до запуску газети «Tohodironsha» в 1916 році. Після обрання Сейго Накано до парламенту Японської імперії в 1920 році, він приєднався до покоління молодих політиків-реформаторів, потім зрештою він приєднавшись до політика пана Інукаї Цуйосі та Какусін Курабу (Клуб реформаторів) у 1922 році, але пізніше він вважав, що жодних серйозних змін в Японській імперії не можна було зробити за межами однієї з двох основних японських партій, і тому він перейшов до Кенсейкай у 1924 році. Після Маньчжурського інциденту Сейго Накано захоплювався ініціаторами цієї змови, порівнюючи їхні рішучі дії з коливанням кабінету міністрів Японської імперії пана Танаки, це було порівняння між жорсткою політикою та політикою капітуляції перед США в питаннях Республіки Китай.
Щоб сформувати сильний уряд Японської імперії, та щоб впоратися з кризою на початку 1930-х років, Сейго Накано спочатку спробував організувати союз двох панівних японських політичних партій «Асоціація друзів конституційного правління» й «Конституційно-демократична партія», а потім організував політичну партію «Кокумін Домей» (Громадянський альянс) разом з Адачі Кендзо, але це йому не вдалося. Однак через розбіжності між ними альянс розпався, і Сейго Накано сформував Тохокай у 1936 році. Пізніше він приєднався до Асоціації допомоги трону, але покинув її наприкінці 1940 року на знак протесту проти обмежень, накладених на неї консервативними силами, насамперед дзайбацу та партійними політиками. Згодом він став запеклим противником впливового політика Японської імперії пана Тодзьо Хідекі та сформованого ним японського уряду, перш ніж вчинити ритуальне самогубство під тиском уряду Японської імперії в 1943 році.

## Біографія

### Раннє життя
Сейго Накано народився у місті Фукуока, при народженні був названий Джінтаро Накано (中野 甚太郎). Він був першим і старшим сином своєї сім'ї. Його батько, Тайдзіро Накано, був власником ломбарду, і походив зі збіднілої самурайської родини. Його мати була Тора Накано. Сейго Накано також мав двох братів, Тайсуке і Хідето, і двох сестер, Теру і Муру.
Сейго Накано увіці від 5 до 14 років відвідував початкову школу, перш ніж закінчити її, щоб відвідати японську школу у префектурі Фукуока. У свої молодші шкільні роки Сейго Накано описували як спритного учня. У школі «Фукуока Шуюкан» Сейго Накано захопився дзюдо, через що і отримав травму ноги на першому курсі, ця травма не дозволила йому вступити в імператорську армію Японської імперії. Під час свого шкільного навчання, Сейго Накано почав писати для свого шкільного журналу під псевдонімом «Масаката» та допоміг створити центр бойових мистецтв для учнів під назвою «Шімбукан».

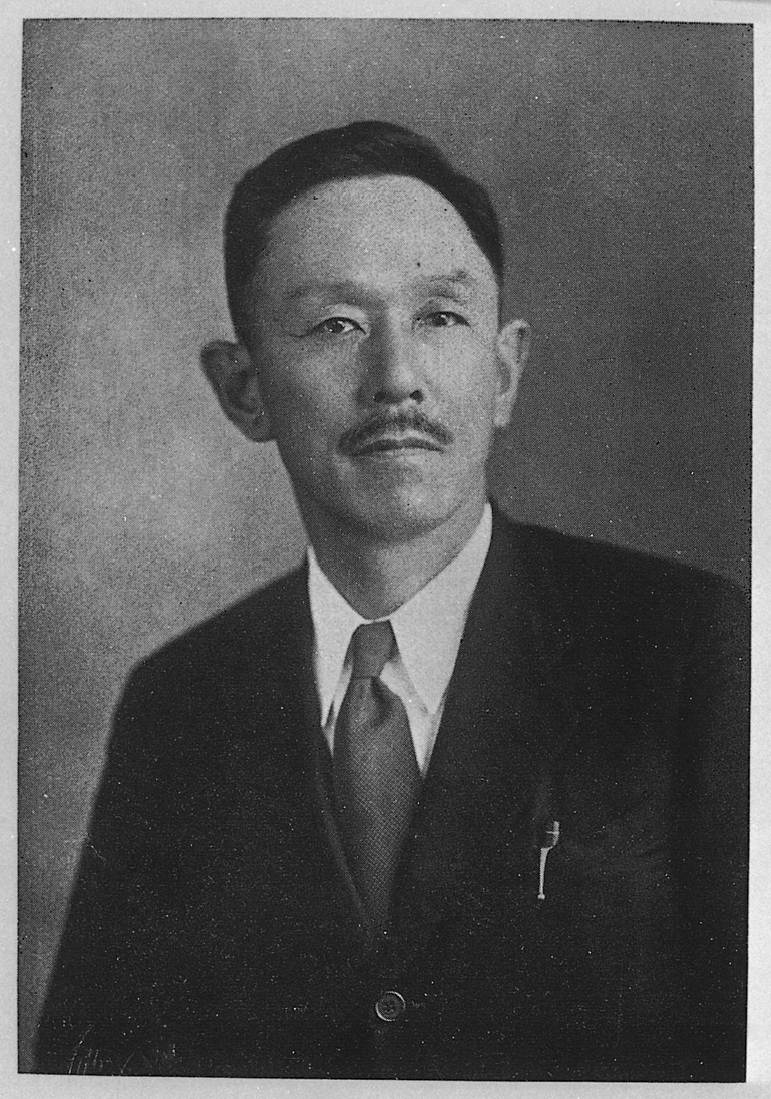
Накано Сейго 1943 рік

У квітні 1905 року Сейго Накано вступив до токійського університету Васеда, який був престижним приватним університетом Японської імперії, він поступив на факультет політичних наук. На той час бізнес його батька збанкрутував, і тому, щоб заплатити за своє навчання, Сейго Накано почав писати для журналу «Nihon oyobi Nihonjin» (Японія та японці), через який він познайомився з паном Міяке Сецурей. Він також познайомився з японським політиком Тояма Міцуру, який був найвпливовішою фігурою в таємному ультранаціоналістичному товаристві «Генйоша». І хоча Сейго Накано ніколи так і не приєднався до «Генйоша», він зберігав зв'язки з нею та її лідером Міцуро Тоямою протягом усього свого життя. Через чотири роки після вступу на навчання до університету Васеди, він його закінчить в липні 1909 року.

### Кар'єра в журналістиці
Після закінчення навчання Сейго Накано зробив кар'єру журналіста, щоб згодом зайнятися політикою в Японській імперії. Сейго Накано деякий час працював у «Nichi Nichi Shimbun», перш ніж у 1911 році перейшов у більшу та відомішу Асахі Сімбун. Сейго Накано пишучи для «Асахі Сімбун», публікував свої політичні погляди з різних питань, так наприклад він пише у «Політики на посаді та поза нею», у якій він критикував політиків-аристократів Кацуру Таро та Сайонджі Кінмочі, а також лідера японської партії «Асоціація друзів конституційного правління», за їхню домовленість, відповідно до якої коли один йде у відставку з поста прем'єр-міністра Японської імперії, інший займає його місце. Під час Сіньхайської революції в Китаї Сейго Накано висловив свою підтримку революціонерам, та виступив проти критики таких діячів, як Ямагата Арітомо, і він поїхав у Шанхай у відрядження, де зустрівся з китайським політиком й революціонером Сунь Ятсеном.
Коли в Японській імперії сталась політична криза, більш відома як «політична криза Тайсьо», Сейго Накано використав своє становище в «Асахі», щоб стати різким критиком політика Кацури Таро та тогочасного кабінету міністрів Японської імперії, після чого він зібрав свої листи в цілу книгу в 1913 році. Проте сміливість Сейго Накано в газеті здобула йому багато ворогів у керівництві газети, і того ж року його перевели до окупованої Кореї. Перебуваючи там, Сейго Накано критикував генерал-губернатора Кореї Терауті Масатаке за його деспотичне правління колонією. Перш ніж переїхати до Кореї, Сейго Накано одружився з Таміко, дочкою Міяке Сецурей.
У березні 1915 року Сейго Накано закінчив своє перебування в окупованій Кореї та відправився до Британської імперії. В цей час почалася перша світова війна. Під час своєї подорожі до Британської імперії він набув ще більшої неприязні до західних великих держав і це посилило його віру в ідеологію «паназіатство». Те, що Сейго Накано побачив в Британській імперії, він вважав ознаками занепаду (кризи), і в 1917 році він напише статтю, в якій буде засуджувати лицемірство західних великих держав, які проповідували справедливість і самовизначення народів, одночасно з цим вони увічнювали гноблення інших народів у своїх колоніях. Сейго Накано був настільки розчарований, що в 1916 році він вирішив повернутися до Японської імперії раніше, ніж планував, він повернувся до дому через територію США.
Після повернення до Японської імперії Сейго Накано залишив газету «Асахі» і приєднався до газети «Tohojironsha» (Східний огляд), в цій газеті він став головним редактором. В майбутньому газети «Tohojironsha» та «Nihon oyobi Nihonjin» об'єднаються через руйнування викликані землетрусом Канто на теренах східної частини Японської імперії, щоб сформувати нову газету «Ґакан» (Наші погляди) у 1923 році. Через «Тоходжіронша» він критикував двадцять одну вимогу кабінету міністрів Японської імперії який на той час був під проводом японського політика Окума Сіґенобу, також Сейго Накано підтримував возз'єднання північного та південного урядів Китайської Республіки шляхом посередництва Японської імперії та підтримував рисові бунти в середині Японської імперії. Він також виступав проти інтервенції Японської імперії до Сибіру «сибірської інтервенції» та наполягав на визнанні Японської імперії Радянського Союзу, вважаючи, що це послабить домінування англо-американського блоку. У 1919 році Сейго Накано поїхав, щоб доповісти про події на мирній конференції у Версалі. Повернувшись до Японської імперії, він розкритикував слабкість уряду Японської імперії в протистоянні з США, у процесі цієї критики тираж його газети збільшився більш ніж утричі з 2000 до 7000 примірників.

### Піднесення в політиці
У 1917 році Сейго Накано провів власну незалежну політичну кампанію, щоб отримати політичну посаду у своєму рідному місті Фукуока, але зазнав невдачі. У 1920 році Сейго Накано знову брав участь у політичній агітації. Завдяки тому, що він був більш відомий (популярний) завдяки своїй роботі у газеті «Тоходжіронша», було відкликанню його кандидата-суперника, який був підтриманий ультраправою групою «Товариство Чорного Дракона» (яка займала політичну позицію стосовно Радянського Союзу, протилежну від політичної позиції Сейго Накано), також завдяки розширенню політичного електорату, Сейго Накано отримав місце в сеймі (парламенті), завдяки цьому він став частиною нового реформістського покоління політиків, які виступають за національну реконструкцію Японської імперії. Він сподівався, що післявоєнне невдоволення в Японській імперії дозволить новим політичним партіям конкурувати з двома панівними політичними партіями Японської імперії тих часів, а саме, «Асоціація друзів конституційного правління» і «Конституційно-демократична партія», Сейго Накано спочатку приєднався до «Mushozoku Kurabu» (Клуб незалежних) у 1921 році, а через рік до «Kakushin Kurabu» (Клуб реформаторів), ці обидві політичні партії зі значним молодшим, прогресивним поколінням (елементом), останні з яких домінував політик Інукай Цуйосі, якого Сейго Накано палко підтримував під час політичної кризи. З часом Сейго Накано розчарувався в ньому через неодноразові компроміси на які йшов Інукай Цуйосі стосовно політичного істеблішменту, також Сейго Накано почав вірити, що, залишаючись у незначній партії, він не зможе вплинути на реальні зміни в Японській імперії. І тому у 1924 році він приєднався до «Кенсейкай» (Асоціації конституційної політики), приєднавшись до фракції політика Адачі Кендзо.
У 1927 році уряд Японської імперії під проводом політика Вакацукі Рейдзіро уклав перемир'я зі своїм політичним суперником, з японської політичної партії «Асоціація друзів конституційного правління», це було піднесено як офіційну повагу до початку правління нового японського імператора, але насправді це відбулось через невизначеність щодо результатів перших виборів за правилами загального виборчого права. Цей крок пана Вакацукі Рейдзіро було піддано критиці в «Кенсейкай», що призвело до його відставки, це дозволила Сейго Накано бути призначеним радником Міністерства фінансів Японської імперії. Однак після падіння уряду на чолі з Вакацукі Рейдзіро пізніше того ж року Сейго Накано був змушений залишити свій вищезгаданий пост, і новий уряд був сформований бароном Танака Гічі. Сейго Накано кілька разів конфліктував з бароном Танакою та його урядом. Раніше в 1926 році він звинуватив барона Танаку в розтраті державних коштів, в час коли він був військовим міністром під час військової інтервенції до Сибіру. Під час перебування Танака Ґіїті на посаді прем'єр-міністра, Сейго Накано обрушив на нього шквал критики, особливо критикуючи його за жорстку зовнішню політику щодо Китайської Республіки та Маньчжурії, а також за демонстрацію слабкості перед США.
У 1927 році Сейго Накано допоміг заснувати японську політичну партію «Конституційно-демократична партія», яка була наступницею «Кенсейкай». Представляючи свої збільшені статки в політичній партії, Сейго Накано став директором (очільником) цієї партії, а також став керівником політичної кампанії, та відповідав за розробку партійної програми. Після того, як уряд Танака Ґіїті впав після вбивства китайського державного та військового політичного діяча Чжан Цзоліня, був сформований новий японський уряд під владою «конституційно-демократичної партії» під керівництвом політика Хамагуті Осаті. Сейго Накано запропонували посаду парламентського заступника міністра зв'язку, він погодився і під час свого перебування на цій посаді, він розробив план розширення телефонної галузі Японської імперії шляхом створення компанії (частково державної та частково приватної власності), але його амбітні плани були заблоковані Сідехара Кіджуро, який став виконуючим обов'язки прем'єр-міністра після того, як Хамагуті Осаті був важко поранений під час замаху на нього, а Сейго Накано пішов у відставку на знак протесту.
У Сейго Накано будуть подальші політичні й економічні розбіжності з японською «конституційно-демократичною партією», зокрема щодо повторного впровадження в економіці «золотого стандарту», який, на думку Сейго Накано, був хибним, також коли в 1931 році спалахнув Маньчжурський інцидент між Китайською Республікою та Японською імперією, Сейго Накано підтримав молодих японських офіцерів, вихваляючи їхній дух і під впливом китайської традиції Ойомей, яка наголошувала на дії (чину) та інтуїції. Попри на те, що молоді японські офіцери розділяли його неприязнь до елітарної бюрократії, Сейго Накано завжди намагався працювати в системі.

### Дрейф до фашизму

#### Розрив з партією Мінсейто
До 1932 року тодішні події такі як Велика депресія в США та Маньчжурський інцидент між Китайською Республікою та Японською імперією, переконали Сейго Накано, що світ і істеблішмент великих держав рухаються до світової кризи. Щоб сформувати сильний уряд, Сейго Накано спочатку спробував створити союз двох найбільших політичних партій «Асоціація друзів конституційного правління» і «Конституційно-демократичною партією». Однак, коли ця спроба зазнала невдачі, Сейго Накано сформував Кокумін Домей (Національний альянс) з політиком Адачі Кендзо та його політичною фракцією, відокремившись від «конституційно-демократичної партії», Сейго Накано розробляв та продовжував свої попередні пропозиції щодо національної реконструкції Японської імперії. У памфлеті «Tenkan Nihon no Dōkō» (Тенденції Японії в перехідний період) він почав стверджувати, що загальна тенденція часу (епохи) прямувала до створення однопартійних держав (імперій), і що парламентська політика та економічна модель побудована на принципі «laissez-faire», які були засновані на британській економічній моделі, були застарілими. У своїх пізніших публікаціях в 1933 році, «Kokka Kaizō Keikaku Kōryō» (Конспект плану національної реконструкції), Сейго Накано буде виступати за запровадження корпоративної системи. Після формування Кокумін Домей, партійна платформа закликала до створення «контрольованої економіки», «спрямованої на гарантування засобів до існування мас». У своїй кампанії за реконструкцію Японської імперії, Сейго Накано також налагоджував зв'язки з військовими, такими як пан Кандзі Ісівара, а також він активно почав виступав за визнання Маньчжоу-Го.

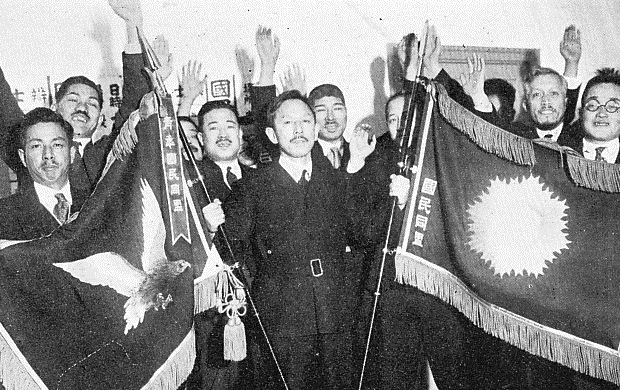
Кокумін Домей у формі

Однак час перебування Сейго Накано в Кокумін Домей був обмеженим. З 1932 роком почало зникати відчуття наближення світової кризи, яке переконало Сейго Накано відійти від партій японського істеблішменту, які як він сподівався, скоро стануть неактуальними, а також напруга між ним і паном Адачі Кензо посилились. Особливе розчарування Сейго Накано викликала відмова пана Адачі Кензо носити чорну сорочку, та партійну форму, оскільки останній вважав, що це виглядає безглуздо, також він підтримував уряд на чолі з Окада Кейсуке. У травні 1936 року Сейго Накано відійшов, щоб створити Тохокай, це була його остання спроба створити масову японську політичну партію. Особиста трагедія також спіткала Сейго Накано та його родину, на початку 30-х років. Його дружина померла від туберкульозу в 1934 році, а його син загинув під час катання на лижах в 1931 році, а його другий старший син помер від зараження крові в 1935 році. У національному масштабі відчуття кризи, що поступово згасає, переконало Сейго Накано, що національну реконструкцію Японської імперії можливо стимулювати міжнародними діями (подіями), як у випадку з Маньчжурським інцидентом між Японською імперією та Китайською Республікою.

#### Зустріч з Адольфом Гітлером, членство в Асоціації допомоги трону
Під час інциденту 26 лютого 1936 року в Японській імперії Сейго Накано схвильовано повів своїх синів, щоб побачити повстанців здалеку, вважаючи, що даний інцидент зуміє спровокувати «відновлення», але повстання молодих офіцерів було придушено, такі самі були і надії Сейго Накано. Проте з початком другої японсько-китайської війни він вірив, що конфлікт стане шансом, необхідним для реструктуризації Японської імперії. Сейго Накано з ентузіазмом підтримував війну, стверджуючи, що очільник Китайської Республіки генералісимус Чан Кайші був звичайною маріонеткою Заходу (великих західних держав). У грудні 1937 року Сейго Накано мав особисту аудієнцію з головою уряду Королівства Італія паном Беніто Муссоліні. А наступного місяця Сейго Накано зустрівся з очільником Третього Рейху фюрером Адольфом Гітлером і головою міністерства закордонних справ Третього Рейху Йоахімом Ріббентропом, де Сейго Накано сказав німецькому диктатору, що націоналістичний уряд Китайської Республіки знаходиться (перебуває) на смертному одрі. Він також закликав до тісної співпраці з державами  Осі проти англо-американського блоку.
До цього моменту пронацистська та про військова риторика Сейго Накано почала множити йому ворогів. У 1939 році Сейго Накано спробує розширити Тохокай шляхом її злиття з соціалістами з «Shakai Taishūtō». Вони останніми роками були останньою партією яка дедалі частіше підтримувала військових і бюрократію, яка виступали проти дзайбацу, об'єднуючись у спільному протистоянні капіталізму та підтримували війну проти Китайської Республіки. Зрештою, однак, злиття цих двох партій не вдасться через розбіжності між ними щодо розподілу повноважень, і дві сторони просто домовляться підтримувати дружні стосунки. Під час візиту до Китайської Республіки того ж року Сейюкай і Мінсейто атакували Сейго Накано в сеймі, послабивши його громадську підтримку та змусивши його врешті решт піти у відставку, проте пізніше він буде переобраний у 1942 році.
У січні 1939 року Сейго Накано виголосив промову про необхідність запровадження тоталітаризму в Японській імперії. Сейго Накано публічно виступав проти тих, хто «каже, що ані фашизм, ані нацизм не годяться нашій нації». При цьому Сейго Накано розрізняв «консервативний деспотизм» старого стилю (ладу) та «тоталітаризм… заснований на основоположних». Він також виступав проти правління більшості (оскільки більшість «є точною причиною сучасного занепаду») та «індивідуалізму, який не турбується про інших», він закликає до «уряду, який виходить за межі демократії», враховуючи «сутність людини». «Завдяки органічному об'єднанню індивідів, які «поділяють спільні ідеали та спільні почуття», може бути сформована «досконала національна організація».
У 1940 році Сейго Накано приєднався до «підготовчого комітету нової структури», організації, сформованої прем'єр-міністром Японської імперії паном Фумімаро Коное, ця організація повинна була стати мозковим центром для підготовки створення органу, який міг би допомогти організувати новий лад в Японській імперії. Пізніше того ж року в результаті роботи цього органу буде сформовано Тайсей Йокусанкай (Асоціація допомоги трону), а Сейго Накано буде призначено виконавчим директором цієї структури. Його збільшенню статків у цей час сприяло падіння уряду Йонай Міцумаса та підписання Японської імперією Троїстого пакту, що підтвердило його пронацистські погляди. Однак у грудні він залишив свою посаду в «Асоціація допомоги трону» після того, як Коное капітулював перед тиском з боку дзайбацу та інших рухів й залучивши до кабінету традиціоналістів і послабивши політичну роль всієї організації.

### Опозиція до Тодзьо Хідекі

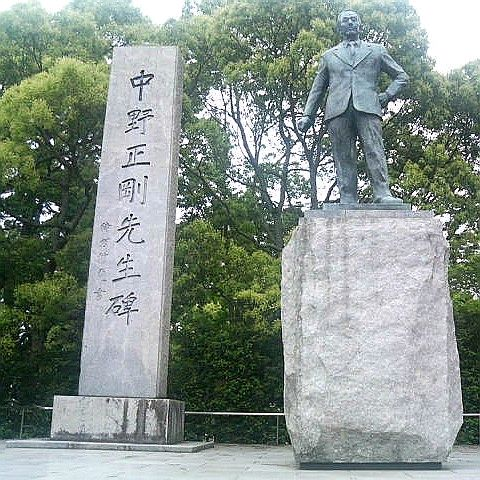
Статуя Сейго Накано в місті Фукуока, Японія.

Після формування уряду Японської імперії на чолі якого був Тодзьо Хідекі, його уряд продовжував нарощувати заходи, спрямовані на перетворення Японської імперії на тоталітарне суспільство. Після виборів 1942 року, на яких Сейго Накано повернув своє місце в парламенті Японської імперії, уряд сформував Асоціацію допомоги трону, що діяла як єдина політична організація Японської імперії, оскільки ця організація раніше була оголошена не політичною організацією. Це викликало необхідність розпуску реформованої Тохокай, яка була відтворена як «Тохо Джікай», аполітична культурна організація. Результати виборів 1942 року в Японській імперії також розчарували Сейго Накано, оскільки він висунув загалом 46 кандидатів на вибори, і очікував, що буде обрано серед них 20, але лише 7, включаючи його самого, зуміли перемогти на виборах. Сейго Накано приєднався до Асоціації допомоги трону після її створення.
Згодом Сейго Накано став суворим критиком прем'єр-міністра Тодзьо Хідекі та Асоціації допомоги трону. Сейго Накано стверджував, що партія стає знаряддям бюрократії для встановлення диктатури над народом і що вона не є репрезентативною волею народу. Він також назвав Тодзьо Хідекі деспотом. Серед причин гніву Сейго Накано на Тодзьо Хідекі був суворий режим економічного контролю, який був очолюваний бюрократією, і зменшення статків Японської імперії у війні на Тихому океані.
До нападу на військову базу США в Перл-Харборі, Сейго Накано був рішучим прихильником військової експансії на колоніальні території Південно-Східної Азії, які, як їхні європейські господарі, були або окуповані німцями у випадку Франції та Нідерландів, або були стримані конфліктом з Німеччиною, у випадку Британської імперії, вони були б легко окуповані та звільнені (від контролю західних держав) Японською імперією. Проте втягнення США у конфлікт непокоїло Сейго Накано.
В токійському університеті Васеда, Сейго Накано виступив із промовою під назвою «Світ процвітає через людину». У ньому він критикував державного діяча Кісі Нобусуке та бюрократію, розглядаючи недавню історію Японської імперії. Сейго Накано також високо оцінив політика Ітагакі Тайсуке, який був відомим лібералом, а також «японський лібералізм» у широкому сенсі, протиставляючи його так званому «англо-американському лібералізму». Така критика спричинила лише посилення державного тиску на Сейго Накано. Сейго Накано було заборонено публікувати статті та виступати з публічними промовами. У червні 1943 року Сейго Накано пішов у відставку з Асоціації допомоги трону через його виключення як члена сейму (парламенту) Японської імперії.
В останні місяці свого життя Сейго Накано намагався допомогти в поваленні уряду прем'єр-міністра Тодзьо Хідекі. Він звернувся до таких політиків як, Коное Фумімаро, Танабе Тадао, який також був офіцером у Раді планування, Мацумае Сігейосі, Хатояма Ітіро та Принц Нарухіко Хіґасікуні. Зрештою Сейго Накано планував переконати високопоставлених державних діячів Японської імперії усунути Тодзьо Хідекі та замінити його генералом Угакі Кадзусіге. Тоді прихильники Тодзьо Хідекі будуть виведені з армії та уряду, а економіка буде раціоналізована, щоб змінити хід війни та змусити США до мирних переговорів.
Сподіваючись, що Сейго Накано буде вилучено з політики, коли уряд на чолі з Тодзьо Хідекі представить план посилення економічного контролю, 21 жовтня Сейго Накано та 100 інших осіб були заарештовані японською поліцією. Перебуваючи в ув'язненні, Сейго Накано зізнався в поширенні шкідливих чуток про уряд Японської імперії. Оскільки цього зізнання було недостатньо, щоб юридично ув'язнити його та не дозволити відвідати засідання сейму (парламенту) 26 жовтня, Сейго Накано змусили підписати угоду про те, що він не буде відвідувати сейм (парламент) наступного дня, і звільнили його 25 жовтня. Однак незадовго до того, як знову відправили додому, його доставили до штаб-квартири Кемпейтай.
27 жовтня Накано Сейго покінчив життя самогубством. Обставини його смерті були джерелом дискусій після цього інциденту. Існує припущення, що в штаб-квартирі Кемпайтай офіцери змусили його покінчити життя самогубством, погрожуючи його родині. Перед тим, як Накано Сейго покінчив життя самогубством, портрети Адольфа Гітлера та Беніто Муссоліні в його кімнаті були замінені статуєю самурая Кусунокі Масашіґе, він був відомим своєю великою вірністю, та біографією Сайґо Такаморі, це були японські історичні постаті, якими Накано Сейго захоплювався все своє життя. На його похорон прийшло 20 тисяч осіб.